# Amy Mathews
Amy Matthews (Melbourne, Victoria; 29 de marzo de 1980) es una actriz australiana, más conocida por interpretar a Rachel Armstrong en la serie australiana Home and Away.

## Biografía
Amy nació en Melbourne y pasó la mayor parte de su vida en Sídney, Australia. Tiene una hermana mayor.
Amy obtuvo una beca para la Universidad de Artes en Filadelfia, Pensilvania. Completó un curso de dos años en Surry Hills en Sídney, Australia; en donde conoció a Jon Sivewright quien interpretó a su esposo Tony Holden en Home and Away.

## Carrera
Entre 2001 y 2003 apareció en series como Head Start, Always Greener, Jeopardy, Blue Heelers y en Love Bytes donde interpretó a Mel. En el 2003 interpretó a Mary Cowper en la exitosa serie australiana All Saints y dos años después interpretó a Cassie Andreson.
En 2007 interpretó a la enfermera Maggie en la película Gabriel.
Su primer papel importante en televisión lo obtuvo en 2006 cuando se unió al elenco de la aclamada serie australiana Home and Away, donde interpretó a la Doctora Rachel Armstrong, al inicio Rachel era la psiquiatra del hospital. Por su interpretación Amy ganó un premio logie en el 2001 por mejor nuevo talento femenino. 
En 2010 se anunció que Amy junto con Jon Sivewright, Jodi Gordon, Todd Lasance y Lincoln Lewis dejarían la serie.
Amy interpretó por última vez a Rachel el 11 de agosto de 2010, luego de que su personaje se fuera de Summer Bay junto con su esposo e hijo, para aceptar un trabajo en un hospital en Boston.
En 2010 apareció en dos episodios de la serie Packed to the Rafters, donde interpretó a Erin Moore, el nuevo interés romántico de Nick "Carbo" Karandonis. En 2011 apareció como invitada en las series Rescue Special Ops y en Crownies donde interpretó a Vanessa Kenay.
En 2014 se unió al elenco recurrente de la segunda temporada de la serie A Place To Call Home donde interpretó a la mucama Amy Polson, hasta el final de la serie al finalizar la temporada ese mismo año. Anteriormente durante la primera temporada el papel de Amy fue interpretado por la actriz Krew Boylan.

## Filmografía[4]

### Series de televisión
| Año         | Serie                 | Personaje                   | Notas                             |
| ----------- | --------------------- | --------------------------- | --------------------------------- |
| 2014        | A Place To Call Home  | Amy Polson                  | 7 episodios                       |
| 2011        | Crownies              | Vanessa Kenay               | episodio # 9.1                    |
| 2011        | Rescue Special Ops    | Claire Newell               | 2 episodios                       |
| 2010        | Packed to the Rafters | Erin Moore                  | 2 episodios                       |
| 2006 - 2010 | Home and Away         | Dra. Rachel Armstrong       | 331 episodios                     |
| 2003, 2005  | All Saints            | Cassie Andreson/Mary Cowper | 2 episodios                       |
| 2004        | Blue Heelers          | Tahnya West                 | episodio "Reasonable Doubt: Live" |
| 2003        | Jeopardy              | Oficial Tucker              | 2 episodios: #2.2 & #2.3          |
| 2002        | Always Greener        | T'ree                       | episodio "Understanding the Cry"  |
| 2001        | Head Start            | Loiuse                      | episodio "Conviction & Eviction"  |

### Películas
| Año  | Título  | Personaje        | Notas                                                                      |
| ---- | ------- | ---------------- | -------------------------------------------------------------------------- |
| 2007 | Gabriel | Enfermera Maggie | junto a Andy Whitfield, Samantha Noble, Jack Campbell & Valentino del Toro |

### Teatro
| Año  | Obra                                       | Personaje     | Director (a)   | Teatro               | Notas                                                        |
| ---- | ------------------------------------------ | ------------- | -------------- | -------------------- | ------------------------------------------------------------ |
| 2011 | Transparency                               | Jessica       | Tim Jones      | York Theatre         | junto a Glenn Hazeldine, Celia Ireland & Anna Lise Phillips  |
| 2011 | Orange Flower Water                        | Cathy Calhoun | Byron Kaye     | Darlinghurst Theatre | -                                                            |
| 2010 | Chicom                                     | -             | -              | New Theatre          | -                                                            |
| 2005 | Push Up 1-3                                | Sabine        | -              | -                    | -                                                            |
| 2003 | Tracked                                    | Rose          | Jessica Symes  | Old Fitzroy Theatre  | -                                                            |
| 2003 | Cigarettes & Chocolates and Other Hang Ups | Gemma         | Rachel Aveling | Darlinghurst Theatre | junto a Monica Brian, Lisa Bailey, Ashley Lyons & Peter Cook |
| -    | Macbeth                                    | Lady Macbeth  | Damian Ryan    | -                    | -                                                            |
| -    | Taming of the Shrew                        | Vincentia     | Damian Ryan    | -                    | -                                                            |
| -    | The Lady's Not For Touching                | -             | Aarne Neeme    | -                    | -                                                            |
| -    | Education Forum                            | -             | Des James      | -                    | -                                                            |
| -    | Actors At Work                             | -             | Des James      | -                    | -                                                            |
| -    | Short and Sweet                            | Mujer         | Mark Cleary    | Newtown Theatre      | -                                                            |
| -    | Re: Macbeth                                | Lady Macbeth  | Timothy Jones  | -                    | -                                                            |
| -    | A Bit On The Side                          | -             | Lisa Skouw     | -                    | -                                                            |
| -    | The Curse of the Starving Glass            | Emma          | Andrew Lloyd   | -                    | -                                                            |
| -    | Richard III                                | Lady Anne     | Dean Carey     | -                    | -                                                            |
| -    | A Month In The Country                     | Natalya       | Dean Carey     | -                    | -                                                            |
| -    | Honour                                     | Sophie        | Dean Carey     | -                    | -                                                            |
| -    | Dodge City                                 | Maureen       | John Orcsik    | -                    | -                                                            |

## Premios y nominaciones
| Año  | Categoría                      | Premio      | Serie         | Resultado |
| ---- | ------------------------------ | ----------- | ------------- | --------- |
| 2007 | Most Popular New Female Talent | Logie Award | Home and Away | Ganador   |